# Фосфиды рения
Фосфиды рения — неорганические соединения металла рения и фосфора.

## Получение
- Спеканием фосфора и рения при температурах выше 750°С получают фосфиды состава Re2P, ReP, Re3P4, ReP2, ReP3.

## Физические свойства
Самым устойчивым является фосфид ReP, который образует синие кристаллы.